# جيمس واربورتون
جيمس واربورتون هو سياسي كندي، ولد في 30 يونيو 1855، وتوفي في 1928.